# Moskvinite-(Y)
La moskvinite-(Y) è un minerale.